# Wesley Harms
Wesley Harms (* 11. Juni 1984 in Alkmaar) ist ein niederländischer Dartspieler.

## Karriere
Wesley Harms spielt seit 2003 Darts. 2008 begann er regelmäßig an Turnieren der World Darts Federation (WDF) und der British Darts Organisation (BDO) teilzunehmen. 2011 konnte er beim International Masters durch einen Sieg über Stephen Bunting im Finale seinen ersten BDO-Titel gewinnen. Zudem gelang ihm die Qualifikation für die BDO World Darts Championship 2012. Bei seiner Weltmeisterschaftspremiere konnte er sich bis ins Halbfinale spielen, ehe er gegen Tony O’Shea ausschied. Durch diesen Erfolg hatte er sich für den Grand Slam of Darts 2012 qualifiziert. Dort konnte er sich in der Vorrunde durchsetzen und das Achtelfinale erreichen. Im selben Jahr erreichte er das Achtelfinale des World Masters und gewann zudem die England Open, die Swiss Open und die French Open. Durch diese Resultate rückte er auf WDF Weltranglistenplatz 6 vor. Auch 2013 qualifizierte er sich für die BDO-Weltmeisterschaft, wo er erneut gegen O’Shea im Halbfinale ausschied. Beim WDF World Cup konnte er mit einem 7:6-Finalsieg über Stephen Bunting seinen ersten Major-Titel gewinnen. Im selben Jahr gelang ihm zudem der Sieg bei den Scottish Open und ein Halbfinaleinzug beim Finder Darts Masters. 2014 gewann Harms zwar die Dirksland Open, die England Open sowie das Sunparks Masters, konnte jedoch bei den TV-Turnieren diese Leistungen nicht abrufen. Bei der BDO World Trophy 2015 schaffte es der Harms ins Viertelfinale und konnte wenige Wochen später das German Masters gewinnen. Beim WDF World Cup wurde er im Doppel mit Richard Veenstra Weltmeister und spielte im Einzel ein Nine dart finish. Im Folgejahr gelang ihm die Titelverteidigung bei den German Masters und der Gewinn bei WDF Europe Cup im Doppel mit Veenstra.
Bei seiner fünften BDO-WM 2017 unterlag Harms in der ersten Runde gegen den Polen Krzysztof Ratajski mit 0:3. Besser lief es für den Niederländer bei der BDO World Trophy 2017, wo er nach Siegen gegen den Japaner Yūya Higuchi und seinen Landsmann James Hurrell ins Viertelfinale einzog. Dort konnte er den damals Weltranglistenersten Glen Durrant nach einem 0:4-Rückstand mit 7:4 besiegen. Im Halbfinale scheiterte Harms dann schließlich an Peter Machin mit 6:8. Ende November konnte Harms beim Italian Grand Masters seinen Titel vom Vorjahr erfolgreich verteidigen. Bei der BDO World Darts Championship 2018 schied Harms in der ersten Runde gegen Wayne Warren aus Wales aus. Bei der BDO World Trophy 2018 kam es dann zur Revanche, wo Harms mit 6:3 siegte. Im folgenden Spiel unterlag der Niederländer dann jedoch dem Vorjahressieger Peter Machin im Decider. Gegen Ende des Jahres nahm Harms erneut am Grand Slam of Darts teil. Wie bereits 2012 konnte er das Achtelfinale erreichen. Bei der BDO World Darts Championship 2019 schaffte Harms in einem starken Spiel Tony O’Shea zu eliminieren, ehe er im Achtelfinale gegen sein Landsmann Willem Mandigers unterlag.
2019 konnte Harms nach 2013 zum zweiten Mal die Scottish Open gewinnen und eine Woche später auch die Slovak Open. Es folgten weitere Siege beim Isle of Man Masters sowie bei den Denmark Open und den England National Singles. Bei der BDO World Trophy 2019 Ende August erreichte Harms das Viertelfinale, wo er gegen Mark McGrath aus dem Turnier ausschied. In der Folgewoche gelang ihm die Titelverteidigung bei den England Classic. Bei seiner dritten Teilnahme am Grand Slam of Darts 2019 verlor Harms alle seiner drei Vorrundenspiele. Bei seiner letzten BDO-Weltmeisterschaft 2020 unterlag er im Achtelfinale Scott Waites scheiterte. Wenig später gewann der Niederländer bei der PDC Qualifying School eine Tourkarte. Somit war Harms für zwei Jahre berechtigt die PDC Pro Tour zu spielen. Bei den UK Open 2020 spielte er sich in die dritte Runde.
Bei den Dutch Open 2023 erreichte Harms das Achtelfinale. Er unterlag hier jedoch Wesley Plaisier mit 2:4. Zwei Jahre später nahm Harms wieder an den Dutch Open teil, schied dieses Mal allerdings eine Runde früher gegen Daan Bastiaansen aus.

## Weltmeisterschaftsresultate

### BDO
- 2012: Halbfinale (5:6-Niederlage gegen  Tony O’Shea)
- 2013: Halbfinale (4:6-Niederlage gegen  Tony O’Shea)
- 2014: 2. Runde (3:4-Niederlage gegen  Tony Eccles)
- 2015: 1. Runde (1:3-Niederlage gegen  Jeff Smith)
- 2016: Viertelfinale (1:5-Niederlage gegen  Jamie Hughes)
- 2017: 1. Runde (0:3-Niederlage gegen  Krzysztof Ratajski)
- 2018: 1. Runde (1:3-Niederlage gegen  Wayne Warren)
- 2019: 2. Runde (2:4-Niederlage gegen  Willem Mandigers)
- 2020: 2. Runde (2:4-Niederlage gegen  Scott Waites)